# Pete cel Rău
Pete (sau Motanul Pete) este un personaj negativ din desenele animate cu Mickey Mouse. Pete este un motan gras,
este un răufăcător și un hoț care câteodată vrea să fure lucruri de la Mickey Mouse. 

Vocea lui Pete
Vocea originală(anglofonă) a lui Pete este a lui Jim Cummings. 
Rău și bun
Pete nu este tot timpul negativ. Sunt și câteva episoade unde e bun. De exemplu, în Clubul lui Mickey Mouse, în marea majoritate a episoadelor e bun. 
În benzi desenate 
Pete apare și în benzile desenate Banda lui Mac Mac (în benzile desenate cu Mickey Mouse). 
Pete în desene animate
Pete poartă pantaloni și pulover în desenele cu Mickey Mouse. Dar depinde. În Clubul lui Mickey Mouse, de exemplu, poartă o salopetă albastră,  cămașă albastră și pantofi maro.
1. 1 2 3 4 5 6 7  Encyclopedia of Walt Disney's Animated Characters[*], p. 20 Verificați valoarea |titlelink= (ajutor)
2. ↑  Disney A to Z: The Official Encyclopedia[*], p. 227 Verificați valoarea |titlelink= (ajutor)
3. ↑  Disney A to Z: The Official Encyclopedia[*], p. 522 Verificați valoarea |titlelink= (ajutor)